# Gustav Eisentraut
Gustav Eisentraut (* 7. Juni 1844 in Bleicherode; † 6. März 1926 in Kassel) war ein preußischer Generalmajor, Geschichtsforscher und Historiker sowie langjähriger Vorsitzender des Vereins für hessische Geschichte und Landeskunde.

## Leben
Nach seinem Abitur 1863 am Realgymnasium in Magdeburg trat Eisentraut als Fahnenjunker in die Magdeburgische Artillerie-Brigade Nr. 4 der Preußischen Armee ein. Mit dieser nahm er 1866 als Sekondeleutnant am Deutschen Krieg teil. Danach wurde er in das von Preußen annektierte Kurhessen versetzt, wo er dem neuformierten Feldartillerie-Regiment Nr. 11 zugeteilt wurde. 1868 wurde er zur (1.) Schweren Kompanie des Regiments in Kassel versetzt, mit der er 1870/71 am Krieg gegen Frankreich teilnahm. In der Schlacht bei Wörth am 6. August 1870 wurde er durch einen Gewehrschuss am rechten Oberschenkel verwundet, nahm dann aber nach seiner Genesung an der Belagerung von Paris teil und wurde mit dem Eisernen Kreuz II. Klasse ausgezeichnet.
Nach Kriegsende wurde er Premierleutnant bei der II. Abteilung seines Regiments in Fritzlar, 1877 Hauptmann und Batteriechef beim Nassauischen Feldartillerie-Regiment Nr. 27 in Mainz. Danach wurde er Lehrer an der Kriegsschule Kassel. Von 1884 bis 1896 diente er als Abteilungskommandeur im Niederschlesischen Feldartillerie-Regiment Nr. 5 und dann bis zum 22. Mai 1899 als Oberst und Kommandeur des Feldartillerie-Regiments „General-Feldzeugmeister“ (1. Brandenburgisches) Nr. 3 in Brandenburg an der Havel. Anschließend wurde Eisentraut unter Verleihung des Charakters als Generalmajor mit der gesetzlichen Pension zur Disposition gestellt.
Er nahm seinen Ruhesitz in Kassel und widmete sich dem Studium der hessischen Geschichte. Seine besonderen Interessen galten Hessen im Siebenjährigen Krieg und vor- und frühgeschichtlichen Befestigungsanlagen in Hessen, zu denen er zahlreiche Aufsätze veröffentlichte. Von 1901 bis 1924 war er, als Nachfolger des Oberbibliothekars Hugo Brunner, Vorsitzender des Vereins für hessische Geschichte und Landeskunde. Eisentraut verstarb am 6. März 1926 in Kassel.